# Шашков, Борис Савватиевич
Борис Савватиевич Шашков (1927—1999) — советский передовик производства, электрогазосварщик Приводинского линейного производственного управления магистральных газопроводов объединения «Ухтатрансгаз» Министерства газовой промышленности СССР. Герой Социалистического Труда (1981).

## Биография
Родился 22 апреля 1927 года в деревне Новинки, Котласского района Северо-Двинской губернии в семье крестьянина.
С 1941 года после начала Великой Отечественной войны, в возрасте четырнадцати лет, Б. С. Шашков начал свою трудовую деятельность в местном колхозе. с 1942 года после окончания курсов механизаторов начал работать трактористом Удимской машинно-тракторной станции и зимой на лесных заготовках в Ерогодском лесном промышленном хозяйстве.
С 1944 года призван в ряды Рабоче-Крестьянской Красной армии и направлен в действующую армию. Участник Великой Отечественной войны в составе 30-го отдельного артиллерийского дивизиона Северного флота в звании матроса. За участие в войне был награждён орденом Отечественной войны 2-й степени.
С 1951 года после демобилизации из рядов Советской армии начал работать учеником сварщика и рабочим сплавного участка на Приводинской ремонтно-эксплуатационной базе речного флота. С 1953 года после окончания курсов газосварщиков начал работать сварщиком ремонтно-эксплуатационной базы Северного речного пароходства. С 1969 года начал работать электросварщиком в Приводинском районном управлении «Севергазцентр» Котласского района Архангельской области.
С 1969 года начал работать электросварщиком газокомпрессорной службы, позже возглавил ремонтную бригаду Приводинского линейного управления магистральных газопроводов производственного объединения «Ухтатрансгаз», был участником строительства газопровода «Северное сияние». Б. С. Шашков был высококвалифицированным специалистом в своей области имея высший разряд электрогазосварщика, ему было дано право право работать со своим личным клеймом.
13 июня 1975 года Указом Президиума Верховного Совета СССР «за высокие трудовые достижения и перевыполнение плана» Борис Савватиевич Шашков был награждён Орденом Трудового Красного Знамени.
Бригада под руководством Б. С. Шашкова принимала участие в наладке и монтаже технологического оборудования газотранспортной системы «Пунга—Вуктыл—Ухта—Торжок», компрессорных станций «Нюксеница» и «Приводино».
2 марта 1981 года Указом Президиума Верховного Совета СССР «за выдающиеся производственные достижения, досрочное выполнение заданий десятой пятилетки и социалистических обязательств, проявленную трудовую доблесть» Борис Савватиевич Шашков был удостоен звания Героя Социалистического Труда с вручением Ордена Ленина и золотой медали «Серп и Молот».
Помимо основной деятельности занимался и общественно-политической работой: был председателем товарищеского суда, избирался депутатом Приводинского поселкового совета и членом партийного бюро.
С 1982 года вышел на заслуженный отдых, жил в посёлке Приводинском.
Скончался в 1999 году.

## Награды
- Медаль «Серп и Молот» (02.03.1981)
- Орден Ленина (02.03.1981)
- Орден Отечественной войны 2-й степени (11.03.1985)
- Орден Трудового Красного Знамени (13.06.1975)
- Орден «Знак Почёта» (30.03.1971)
- Медаль «За оборону Советского Заполярья»
- Медаль «За победу над Германией в Великой Отечественной войне 1941—1945 гг.»